# Yazz Ahmed
Yazz Ahmed (Bahrein, 1983) is een Bahreins/Britse jazzmuzikante (trompet, bugel) en componiste. In haar Psychedelic Arabic Jazz verwerkt ze de invloeden van de Arabische en westerse wereld.

## Biografie
Ahmed bracht haar jeugd door in Bahrein. Ze kwam op 9-jarige leeftijd naar het Verenigd Koninkrijk, waar ze nog steeds woont. Op 9-jarige leeftijd begon ze met trompet spelen. Aangemoedigd door haar grootvader, jazztrompettist Terry Brown, maakte Ahmed snelle vorderingen, nam privélessen en speelde in het schoolorkest. Na de middelbare school behaalde ze haar bachelordiploma aan de Kingston University en studeerde vervolgens aan de Guildhall School of Music and Drama in Londen.
Tijdens haar tijd in Londen richtte ze haar eigen band op, waarmee ze haar debuutalbum Finding My Way Home (2011) opnam, waarmee ze de verkenning van de versmelting van jazz en Arabische muziek begon. Ahmed vertegenwoordigde Bahrein op de Olympische Zomerspelen 2012 in Londen en trad toe in samenwerking met gerenommeerde Transglobal Underground-muzikanten uit de Perzische Golf. Dit project In Transit werd ondersteund door de British Council in Dubai en Londen. In 2014 ontving ze een compositiebeurs van Birmingham Jazzlines om haar te helpen bij het schrijven van de nieuwe grote suite Alhaan al Siduri, die in 2015 in première ging in het CBSO Centre in Birmingham. Ze kreeg ook de opdracht van Tomorrow’s Warriors met de steun van PRS Women Make Music om een suite te schrijven. Polyhymnia ging datzelfde jaar in Londen in première door een vrouwelijke cast van het Nu Civilization Orchestra. In 2017 volgde haar veelgeprezen album La Saboteuse (met Shabaka Hutchings op basklarinet, Naadia Sherriff op Fender Rhodes en Lewis Wright op vibrafoon), waarmee ze wereldwijd beroemd werd. Hier gebruikte ze een speciaal ontwikkelde kwarttoon bugel waarmee ze heel dicht bij de specifieke toonladders van Arabische muziek kan komen.
In de afgelopen jaren heeft Ahmed haar ensemble geleid bij concerten in het Verenigd Koninkrijk en de Verenigde Staten, Koeweit, Algerije, Turkije, Frankrijk en Duitsland. Ze heeft onder meer opgetreden op het Leipzig Jazz Festival en het Frankfurt Jazz Festival. Ze heeft ook opgenomen en gespeeld met Radiohead (The King of Limbs), Lee Perry, ABC, Swing Out Sister, Joan as Police Woman, Tarek Yamani en Amel Zen en toerde wereldwijd met de artrockband These New Puritans. Op jazzgebied werkte ze ook samen met Toshiko Akiyoshi, Rufus Reid, Mark Nightingale, John Zorn en het London Jazz Orchestra.

## Discografie
- 2011: Finding My Way Home (Suntara Records
- 2017: La Saboteuse (Naim Jazz)
- 2019: A Shoal of Souls (single, Bandcamp)
- 2020: Polyhymnia (RopeaDope Records)